# Jørgen Haagen Schmith

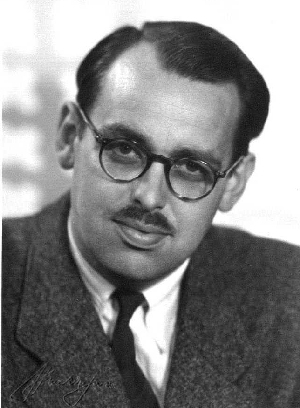
Jørgen Haagen Schmith

Jørgen Haagen Schmith (* 18. Dezember 1910; † 15. Oktober 1944 Gentofte) war ein dänischer Widerstandskämpfer im Zweiten Weltkrieg, der den Decknamen Citronen führte. Er war Mitglied der Gruppe Holger Danske und führte gemeinsam mit seinem Freund Bent Faurschou-Hviid, genannt Flamme, spektakuläre Aktionen aus.
Vor dem Krieg war er bei einem Theatersaal in Kopenhagen angestellt. Ab 1942 arbeitete er in einer Fabrik von Citroën im Kopenhagener Südhafen, wo er im Alleingang begann, deutsche Fahrzeuge zu beschädigen. 1943 bekam er Kontakt zu einer Widerstandsgruppe, die schnell Vertrauen zu ihm bekam. Er schloss sich ihnen an und erhielt seinen Decknamen Citronen im Zusammenhang mit einer Sabotageaktion bei Citroën, bei der sieben deutsche Fahrzeuge zerstört wurden.
Ab Oktober 1943 verbrachte er einige Monate in Schweden. Nach seiner Rückkehr begann die Zusammenarbeit mit Flamme. Zusammen liquidierten sie Leute, die verdächtigt wurden, Mitglieder des Widerstands an die Deutschen zu verraten. Schmith organisierte auch Fluchtrouten nach Schweden.
Am 19. September 1944 verkleidete sich Citronen als dänischer Polizist. Da unglücklicherweise am gleichen Tag die dänische Polizei verhaftet wurde, wurde auch er festgenommen, allerdings ohne erkannt zu werden, doch es gelang ihm verletzt zu fliehen.
Jørgen Haagen Schmith starb nach einem heftigen, stundenlangen Schusswechsel, als die Gestapo am 15. Oktober 1944 versuchte in die Wohnung in der Jægersborg Allé nördlich von Kopenhagen einzudringen, in welcher er sein Krankenlager hatte.
Die Begebenheiten um Flamme und Citronen wurden 2007/2008 in dem Film Tage des Zorns mit Mads Mikkelsen in der Rolle des Jørgen Haagen Schmith verfilmt.
Der Citronen Fjord in Peary Land im Norden Grönlands wurde durch Eigil Knuth nach Jørgen Haagen Schmith benannt.